# Eurata igniventris
Eurata igniventris là một loài bướm đêm thuộc phân họ Arctiinae, họ Erebidae.